# 越南共產黨第十二次全國代表大會
越南共產黨第十二次全國代表大會（越南语：／，簡稱越共十二大）於2016年1月20日至28日在越南河內市越南國家會議中心召開。越共全國代表大會每5年舉行一次。與會代表1510人代表着越南全國超過450萬名越共黨員。本大會將選出負責選舉越共中央總書記的新一屆越共中央。越共也會在大會上對革新開放30年以來黨政機關的領導和國家發展的成果，以及越共十一大決議的實行情況（實行時期為2011年至2015年）進行評價，並提出2016年至2020年期間越南的國家發展總體目標和任務。
新一屆越共中央按照《越南共產黨章程》和越共中央在2014年制定的黨內選舉條例所列明的流程規定在十二屆一中全會中先後選出19名中央政治局委員、中央書記處書記、中央檢查委員會委員和越共中央總書記。最終，阮富仲在十二屆一中全會上連任總書記。

## 代表
越共十二大代表共有1510人。十二大代表當中，有197人是越共九屆中央委員；有1300人是從省市、地方和中央直屬黨部的代表大會推選出來的，另外還有13個指定代表。女代表共194人，而少數民族代表則有174人。獲頒人民武裝力量英雄稱號和勞動英雄稱號的代表共有10人，獲頒人民教師稱號和優秀教師稱號的代表共有20人，獲頒人民醫生稱號和優秀醫師稱號的代表共有15人，獲頒優秀藝術家稱號的代表有1人。專業、學位方面，擔任副教授、教授、院士的代表共有55人，最高學歷為博士的代表共有241人，最高學歷為碩士的代表共有511人，最高學歷為本科的代表共有757人。修讀政治培訓班，獲頒學士學位的代表共有1,501人。代表當中，年齡低於30歲者有2人，年齡介乎31歲至40歲者有65人，年齡介乎41歲至50歲者有384人，年齡介乎51歲至60歲者有992人，年齡介乎61歲至70歲者有64人。最年輕的代表是27歲的旺氏侖（Vàng Thị Lun），最年長的代表是74歲的友請（Hữu Thỉnh）。

## 外部連結
- 越共十二大官方網站 （页面存档备份，存于）